# پایگاه هوایی روث
پایگاه هوایی روث (به انگلیسی: Roth Air Base) (به زبان بومی: Heeresflugplatz Roth) یک فرودگاه نظامی است که یک باند فرود آسفالت دارد و طول باند آن ۵۳۵ متر است. این فرودگاه در شهر روث بای نورنبرگ کشور آلمان قرار دارد و در ارتفاع ۳۸۷ متری از سطح دریا واقع شده است.